# Sullivan (Indiana)
Sullivan es una ciudad ubicada en el condado de Sullivan en el estado estadounidense de Indiana. En el Censo de 2010 tenía una población de 4249 habitantes y una densidad poblacional de 874,49 personas por km².

## Geografía
Sullivan se encuentra ubicada en las coordenadas 39°5′50″N 87°24′26″O / 39.09722, -87.40722. Según la Oficina del Censo de los Estados Unidos, Sullivan tiene una superficie total de 4.86 km², de la cual 4.86 km² corresponden a tierra firme y (0%) 0 km² es agua.

## Demografía
Según el censo de 2010, había 4249 personas residiendo en Sullivan. La densidad de población era de 874,49 hab./km². De los 4249 habitantes, Sullivan estaba compuesto por el 97.69% blancos, el 0.12% eran afroamericanos, el 0.45% eran amerindios, el 0.19% eran asiáticos, el 0% eran isleños del Pacífico, el 0.35% eran de otras razas y el 1.2% pertenecían a dos o más razas. Del total de la población el 1.44% eran hispanos o latinos de cualquier raza.